# لورانس مارتن
لورانس مارتن هو كاتب أغاني وسياسي كندي، ولد في 1956 في كندا.

## روابط خارجية
- لورانس مارتن على موقع ميوزك برينز (الإنجليزية)
- لورانس مارتن على موقع ديسكوغز (الإنجليزية)